# Oskar Emil Tudeer
Oskar Emil Tudeer, född 30 augusti 1850 i Sankt Michel, död 24 september 1930 i Helsingfors, var en finländsk filolog.
Han var e.o. professor i grekiska språk och litteratur vid Helsingfors universitet 1885-1910 och var dessutom en av grundarna av tidskriften Valvoja samt dess redaktör 1892-96. Han studerade grekisk historisk grammatik. Han översatte Platons Staten till finska. 
Han var far till Alf Tudeer och Lauri Tudeer.